# Storsjöyran
Storsjöyran, även känd som enbart Yran, är en av Sveriges äldsta stadsfestivaler och med anor från 1963. Festivalen i sin nuvarande form har funnits i cirka fyrtio år, från återfödelsen år 1983. Vid denna tidpunkt blev Storsjöyran den första musikfestivalen i Sverige med konceptet med scener och restauranger uppbyggda mitt i ett stadscentrum.

## Översikt
Festivalen har sin kärna i Badhusparken och Stortorget i Östersund. Yran, för vilken festivalen kommit att bli känd i musik och festivalkretsar, inleds med den så kallade "Yranveckan", som börjar redan sju dagar innan den "egentliga" festivalen tar sin början. Detta med krogstråk, tivoli, gatuartister. Yran avser allmänt endast de avslutande tre dagarna (fredag, lördag och söndag). Yran är nu en av Skandinaviens största musikfestivaler med runt 40 000 inlösta besökare och totalt cirka 300 000 besökare under "Yranveckans" samtliga nio dagar. Under 2009 års upplaga av Storsjöyran slogs besökarrekordet under lördagen då det stora dragplåstret var Lady Gaga; 26 200 personer löste in sig under den kvällen. Sammanlagt uppgick antalet betalande besökare under 2009 års upplaga av festivalen till 58 000 st.

## Historia
Som en manifestation mot utsugningen av Jämtland och den tilltagande avfolkning som pågått under ett par decennier, utropades Republiken Jamtland år 1963 av Yngve Gamlin. Senare samma år initierades republikens inofficiella "frihetsfest" vilken kom att få namnet Storsjöyran. I samband med detta startades även en lokal befrielsefront vid namnet Frihetsrörelsen, detta som ett direkt svar på myndigheternas planer på att slå ihop Jämtlands län med Västernorrlands. Storsjöyran var dock inte enbart en manifestation mot överheten, utan hade även som syfte att sprida glädje och tro på den egna kraften. 
År 1967 föreslog en statlig utredning den av frihetsrörelsen så fruktade sammanslagningen av länen i mellersta Sverige. Frihetsrörelsen, som leddes av Storsjöyrans general Bo Berndtsson och Republikens president Gamlin, skapade i motvärn de så kallade "fykorten" som skickades i 10 000-tal till Regeringen Erlander  för att visa folkets missnöje med förslaget. Rörelsen fick luft under vingarna och många nya medlemmar tillkom. Gamlin avlade också ett officiellt statsbesök hos Tage Erlander på Harpsund senare samma år bland andra statschefer. Under besöket stal Gamlin bottenpluggen ur Harpsundsekan, något som fick stor medial uppmärksamhet. Det var i samband med detta som konceptet om en republik inom konungariket växte och fick en central roll inom Storsjöyran för att symbolisera "kampen mot storsvensken".
År 1973 upphörde Storsjöyran, och det kom att dröja tio år innan idén åter igen blåstes till liv. I samband med detta övertog Moltas Erikson rollen som republikens president efter Yngve Gamlin och Frihetsrörelsen blev Befrielserörelsen. 1983 års Storsjöyra avslutade Moltas Eriksson med orden "Jamtland eller döden! Vi ska segra! Jamtar resen eder som furor över det övriga småbuskaget!". Ett stridsrop med en tusenårig bakgrund, från tiden då Jämtland var självständigt och styrt av alltinget Jamtamot. Festivalen från år 1983 kom att lägga grunden för alla efterkommande festivaler. När Eriksson avled år 1988 tog härjedalingen Ewert Ljusberg över rollen som republikens president och lanserade Jamtelagen (i kontrast mot Jantelagen).
På grund av coronapandemin tvingades man ställa in festivalen både 2020 och 2021.

## Presidenttalet
Karaktäristiskt för Storsjöyran är det årligen återkommande presidenttalet, vilket markerar festivalens avslutning vid 12-slaget på lördagsnatten. Då håller den sittande presidenten sitt bejublade tal inför folket – 20 000 uppskruvade jämtar, härjedalingar, ravundingar, hemvändare och turister med republikflaggor i händerna. Under talets gång stämmer publiken med i presidentens hejaramsor om republikens förträfflighet. Återkommande i samtliga tal återfinns fraserna "Jamtland, Jamtland, jamt å ständut" (vilket är jämtska för "Jämtland, Jämtland jämt och ständigt") och "Leve Jamtland, leve republiken". Talen är präglade av frihet, humanism och solidaritet sammankopplat med en avoghet mot sörlänningar, företrädare för Sveriges regering, EU och sundsvallare (i republiken vanligen benämnda klyktattare, dock inte under presidenttalen). I talen förekommer också ofta tydliga markeringar mot främlingsfientlighet, förtryck och krig. Presidentens tal till folket avslutas enligt tradition med att denne tillsammans med publiken gemensamt frammanar Jämtlandssången, republikens nationalsång. 

### Citat från Presidentens tal
| ”                                     | Under yran... är vi alla jamtar! Jamtar ! Ni är ju berusade! ... Bra! Fortsätt med det! Jag säger som gamle Rosseau: "För Guds skull, berusa dig människa!" Alltså inte med gifter utan fyll dina sinnen med naturens eget barskåp: upplevelser, kärlek och medmänsklighet. (..) Seklet som väntar är som en oplockad hjortronmyr eller som en bäck där öringen ständigt vakar. Låt oss vandra tillsammans in i detta framtidens land. Låt oss slå följe på humanismens, optimismens och glädjens stigar, fram till de ljuvliga marker där hatets tistlar och ondskans nässlor trängts undan av väna brunkullor och saftiga hjortron. Leve Jamtland. Leve Republiken! | „ |
| – Ewert Ljusberg, Presidenttalet 1999 | |   |

| ”                                     | Kärlek är temat för Yran, i år ännu mer än annars. Jag ber att få citera brittiske poeten Lord Byron: ”Den som älskar yrar”. Men inför dessa ljuva kärleksnätter nås vi ändå av dystra besked. Den ilskna klamydiabacillen sprider sig snabbt bland Republikens unga, så till den milda grad att den kan äventyra våra kvinnors möjlighet att i framtiden föda barn. Därför uppmanar jag er nu: Skydda trumpeten! Visa vördnad för kärleksgrottan! Kort sagt: Ät kola med papperet på! | „ |
| – Ewert Ljusberg, Presidenttalet 2004 | |   |

## Scener
Storsjöyran har ett flertal olika scener i centrala Östersund, från Stortorget ned mot Storsjön, ett område som benämns Festivalområdet. Den största, Stortorgsscenen, är strategiskt placerad mitt på torget, där har bland annat Lady Gaga, Kings of Leon, Pet Shop Boys, Alice Cooper, Sting och Bryan Adams spelat. Den näststörsta scenen är Badhusparksscenen och resten är småscener
2017 fanns följande scener på festivalområdet (efter storleksordning):
- Stortorgsscenen, på Stortorget.
- Badhusparksscenen, scenutbyggnad under yran på den permanenta träscenen i Badhusparken.
- Tutti Fruttiscenen, på Köpmansgatan längs gångvägen ned till Badhusparken från Stortorget.
- Zig Zagscenen, ett tält bakanför Badhusparksscenen.
- Magic Mirrorsscenen, på Strandgatan ovanför Östersund Västra. (Ersätter Storsjöteaterns salong som tillfälligt är stängd för utbyggnad.)[10]
- Ångaren Östersund, i Storsjön vid södra kanten av Badhusparken (Också ersättare för nedstängda Storsjöteatern.)

Scenerna Cirkus, Stora dans och Studioscenen är scener som funnits tidigare år men har antagligen ersatts eller bytt namn. Det är ännu oklart hur det blir med Magic Mirror, Ångaren och Storsjöteatern 2018.

## Deltagande artister i urval

Lady Gaga drog år 2009 rekordstor publik till Storsjöyran med "The Fame Ball Tour"

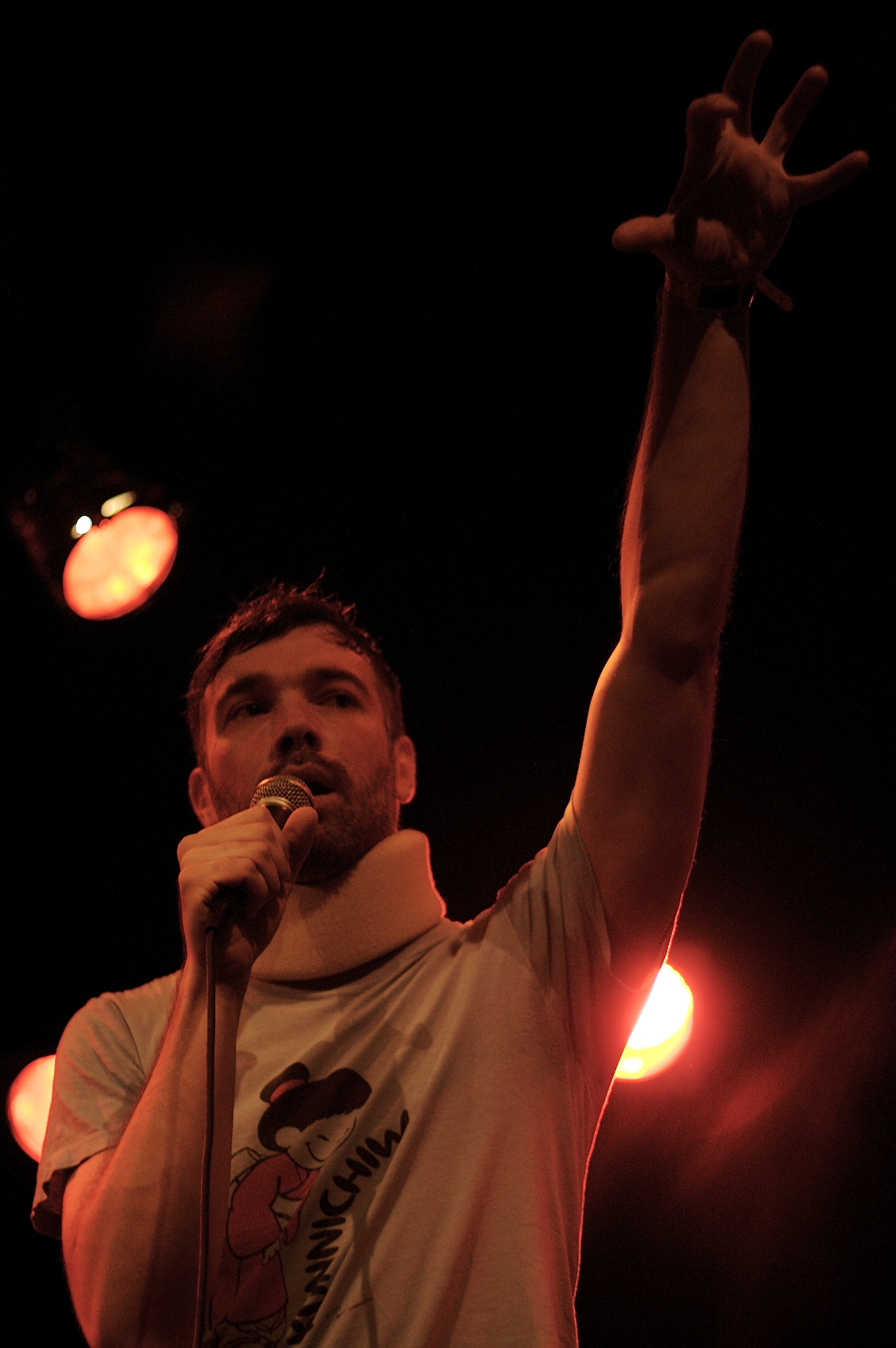
Buck 65 på Yran

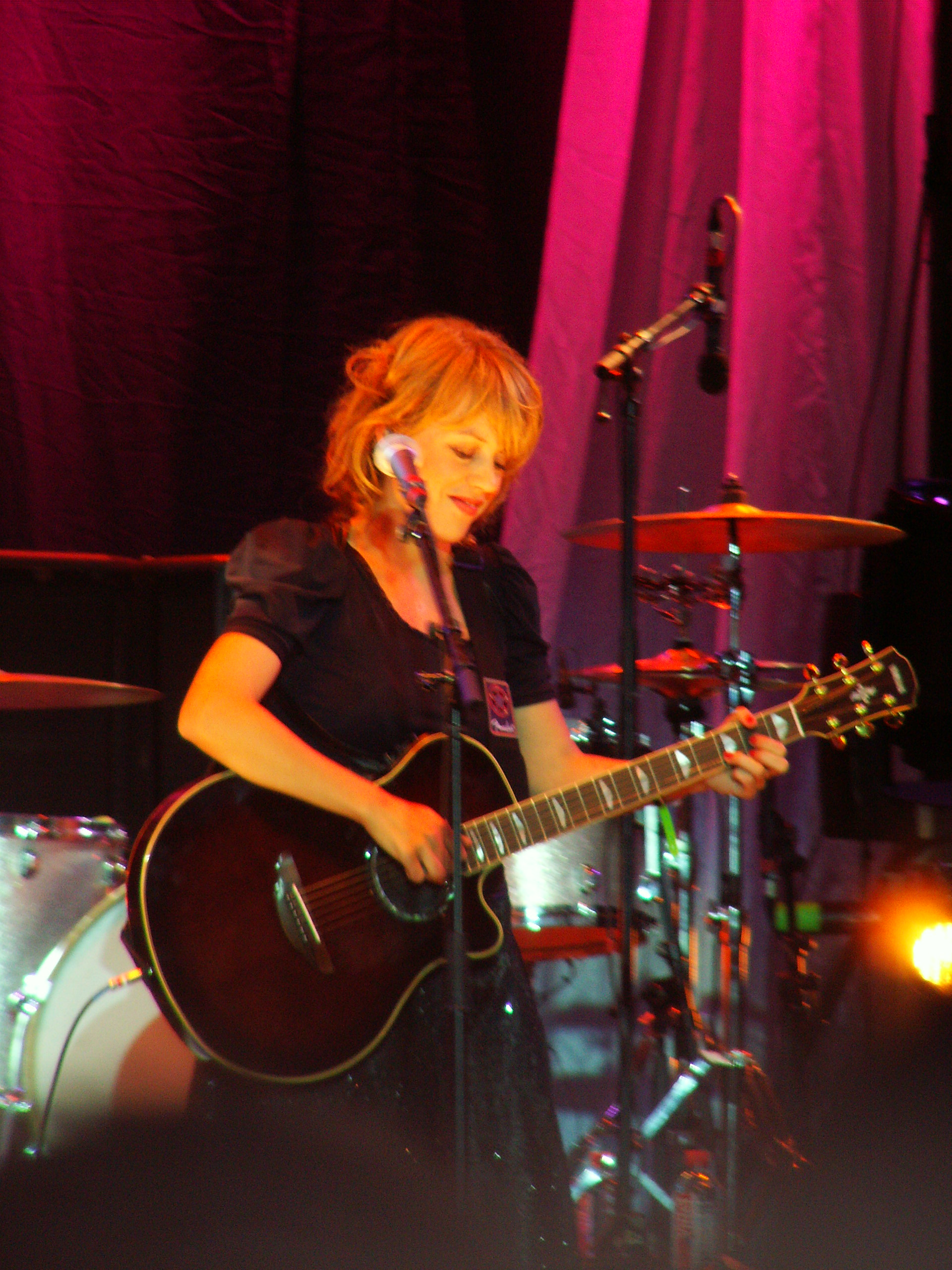
Annika Norlin som Säkert! på Storsjöyran 2007

- Lady Gaga
- Buck 65
- Annika Norlin